# Иодное число
Иодное число — масса иода (в г), присоединяющегося к 100 г органического вещества.

## Что характеризует иодное число
Иодное число, которое характеризует содержание двойных связей в ненасыщенном соединении, определяют при исследовании жиров, а также при анализе жирных кислот и установлении содержания реагирующих с иодом примесей в ароматических углеводородах.
Иодное число определяет общую ненасыщенность жиров. Чем выше иодное число, то есть тем больше иода вещество может присоединить, тем больше ненасыщенных кислот содержится в жире.

## Определение иодного числа
В некоторых случаях при определении иодного числа устанавливают массу более легко присоединяющегося брома и вычисляют эквивалентную ему массу иода. Кроме того, существует метод определения иодного числа с использованием хлористого иода (ICl), который присоединяется по месту двойных связей, а его избыток вытесняет иод из иодида калия. В любом из методов эквивалентный избыток иода титруют раствором тиосульфата натрия.
Иодное число растительного масла можно вычислить по формуле: N iod = 0,86 × Oleic + 1,732 × Linolic + 2,616 × Linolenic, где Oleic, Linolic и Linolenic — доля олеиновой, линолевой и линоленовой кислот в масле соответственно.